# Dadyanos insignis
Dadyanos insignis, es una especie de pez actinopeterigio marino, la única del género monotípico Dadyanos de la familia de los zoárcidos.

## Biología
Con la forma del cuerpo en cinta típica de la familia, se ha descrito una longitud máxima de 22,8 cm. Desova en la zona intermareal.

## Distribución y hábitat
Se distribuye por el mar del suroeste del océano Atlántico, desde Puerto Deseado (Argentina) hasta el sur del archipiélago de Tierra del Fuego (Chile). Son peces de comportamiento demersal, que habitan en la zona intermareal junto a la costa en un rango de profundidad desde la superficie hasta los 40 m.